# Brontypena longipennis
Brontypena longipennis är en fjärilsart som beskrevs av Swinhoe 1902. Brontypena longipennis ingår i släktet Brontypena och familjen nattflyn. Inga underarter finns listade i Catalogue of Life.